# ルチュ県
ルチュ県（―けん）は中華人民共和国甘粛省甘南チベット族自治州に位置する県。県人民政府の所在地は瑪艾鎮。

## 行政区画
5鎮、2郷を管轄：
- 鎮：瑪艾鎮、郎木寺鎮、西倉鎮、尕海鎮、双岔鎮
- 郷：拉仁関郷、阿拉郷

## 交通

### 道路
- 国道
  - G213国道